# Malhanama
Malhanama (en népalais : मलहन्मा) est un comité de développement villageois du Népal situé dans le district de Saptari. Au recensement de 2011, il comptait 4 356 habitants.